# Santa Caterina Villarmosa
Santa Caterina Villarmosa é uma comuna italiana da região da Sicília, província de Caltanissetta, com cerca de 6.084 habitantes. Estende-se por uma área de 75 km², tendo uma densidade populacional de 81 hab/km². Faz fronteira com Alimena (PA), Caltanissetta, Enna (EN), Petralia Sottana (PA), Resuttano, Villarosa (EN).

## Demografia
| Variação demográfica do município entre 1861 e 2011                               |
|                                                                                   |
| Fonte: Istituto Nazionale di Statistica (ISTAT) - Elaboração gráfica da Wikipedia |